# マックアース
株式会社マックアースは、ホテル、スキー場、ゴルフ場等リゾート施設の経営・経営受託を業務とする会社で、スキー場運営会社としては国内最大手である。

## 概要
2008年にスキー場運営を開始して以後、規模を急拡大し、2015年時点では日本国内で34スキー場を運営していた（受託・指定管理を含む）。グループ内の全スキー場共通シーズン券や地域共通シーズン券を販売することにより集客効果を狙う、リフト・圧雪車の整備、降雪機の施工を社内で行いコストダウンを図るなどの施策を行っている。スキー場再生事例としてメディアや官公庁資料などに取り上げられることも多い。しかし2016年ごろから施設を売却・運営撤退するケースも目立っており、2020年現在では日本国内で16スキー場の運営を行っている。

## 沿革
- 1961年（昭和36年） - ハチ高原食堂白樺荘開業。
- 1985年（昭和60年） - ロッジ白樺館（54室、定員350名）増改築。
- 1994年（平成6年）   - マックトラベルサービス（旅行事業部）開設。マックネイチャースクール（野外教育の研究・指導）開設。ハチ高原スキーアカデミー（スキースクール）開設。
- 2007年（平成19年） - ANNEX フォレストロッヂ（定員195名）開設。
- 2008年（平成20年） - 株式会社マックアース設立。国境高原スノーパーク運営開始。
- 2009年（平成21年） - 菅平高原パインビークスキー場運営開始。
- 2010年（平成22年） - 高井富士スキー場を取得（X-JAM高井富士に改称）。木島平スキー場の一部（池の平ゲレンデ）を「やまびこの丘スキー場」として指定管理受託。ジェイ・マウンテンズ・グループ（スキー場再生売却事業会社）から猪苗代スキー場中央、箱館山スキー場を取得。
- 2011年（平成23年） - 2011-2012シーズンからよませ温泉スキー場・牧の入スノーパークを借り受け運営開始。マックアース運営の高社山周辺4スキー場と木島平スキー場を一体のスノーエリア「Mt.KOSHA」としてアピール。
  - 猪苗代スキー場ミネロを取得。猪苗代スキー場はマックアースにより経営統合された[5]。
  - Mt.乗鞍（旧乗鞍高原温泉スキー場）を取得。隣接する乗鞍高原いがやスキー場を借り受けMt.乗鞍の一部「スノースマイルエリア」として運営開始。
  - ジェイ・マウンテンズ・グループからユートピアサイオトを取得[5]。
- 2012年（平成24年）
  - スノークルーズ・オーンズを取得[6]。
  - ジェイ・マウンテンズ・グループの経営権を事実上取得し、岐阜県の3スキー場（ひるがの高原スキー場、高鷲スノーパーク、ダイナランド）の運営を開始[7]。
  - ちくさ高原スキー場の指定管理受託[5]。
  - 芸北国際スキー場の運営受託[5]。
  - おんたけ2240スキー場の指定管理受託[8]。
  - 箕輪スキー場を加森観光から買収[5]。
  - 斑尾高原スキー場を買収[9]。
  - 2012-2013シーズンから牧の入スノーパークの営業を休止。
- 2013年（平成25年）
  - 沼尻スキー場を運営する株式会社オーディエンスサービスを川嶋（浜松市）から買収[10]。
  - 東和観光株式会社を買収し鷲ヶ岳スキー場の運営を開始。
  - 会津高原南郷スキー場、会津高原高畑スキー場の指定管理受託[11]。
  - 氷ノ山国際スキー場の指定管理受託[5]。
  - おじろスキー場のゴンドラを指定管理受託[5]。
  - チャオ御岳スノーリゾートの運営会社、飛騨森林都市企画の過半数の株式をJR東海から取得、運営開始[5]。
  - 戸狩温泉スキー場（民事再生を申請）の再生支援を申し入れたが選定されなかった。
  - 神立高原スキー場の営業権を取得したが、新潟県湯沢町議会で町有地貸付契約議案が否決され、2013-2014シーズンの営業はできなかった。
  - Mt.乗鞍スノーリゾートの一部「スノースマイルエリア」として運営していた乗鞍高原いがやスキー場を2013-2014シーズンから休止した。
  - 10月、組織を再編。株式会社マックアースから株式会社マックアースフーズに商号変更して外食事業会社とし（兵庫で31アイスクリームのフランチャイジー事業などを行っている）、株式会社マックアースリゾートを株式会社マックアースに商号変更し、リゾート運営に特化した会社とした。
- 2014年（平成26年） - 3月、ソチオリンピックの会場整備・運営を手がけた世界最大のスノーリゾート運営会社、カンパニーデザルプ（フランス）との資本・業務提携を発表。
  - 2014-2015シーズンから、グループのほぼすべてのスキー場が滑れる共通シーズン券「マックアース30」を発売開始（後述）。
  - 2014-2015シーズンから白馬さのさかスキー場、ヤナバスノーパーク、エコーバレースキー場、井川スキー場腕山（指定管理）の運営を開始。なおエコーバレースキー場の社長にはクロスプロジェクトグループ代表取締役の辻隆が就任する。
  - 2014-2015シーズンから神立高原スキー場の営業を開始。
  - ピリカスキー場（北海道瀬棚郡今金町）の指定管理受託。契約期間は2014年10月1日～2018年3月31日[12]。
  - 9月27日の御嶽山噴火により、おんたけ2240スキー場は入山規制が続いているため、12月5日を予定していた2014-2015シーズンの営業開始を見送ることを余儀なくされた（その後、規制レベルが下がったことから2015年2月26日に営業開始した）。
- 2015年（平成27年） - 神鍋高原万場スキー場・神鍋高原カントリークラブ（兵庫県豊岡市）を取得[13]。パルコール嬬恋ゴルフコースを取得し、北軽井沢嬬恋ゴルフコースに改称。2015-2016シーズン、34スキー場を運営。
- 2016年（平成28年） - 2016-2017シーズンは33スキー場を運営。
  - 経営悪化を理由に、新潟県湯沢町に対し神立高原スキー場を分社化したあと、クロスプロジェクトグループへ売却する旨を通告したが、その後クロスプロジェクトグループからの入金がなかったことを理由に撤回した[14]。
  - 徳島県三好市に対し、契約期間中だが井川スキー場腕山の指定管理運営からの撤退を申し入れた[15]。
  - 6月、グループの経営悪化を理由に、今金町に対し契約期間を1年残した2017年3月31日をもってピリカスキー場の指定管理から撤退する旨を通告[16]。
  - 2016-2017シーズンからヤナバスノーパークの営業を休止[17]。
  - 2016-2017シーズンから今庄365スキー場（福井県）の指定管理運営を開始。
  - 2016-2017シーズンから裏磐梯スキー場の運営を受託。
  - よませ温泉スキー場との契約は2016年9月までだったが、契約延長交渉がまとまらなかった。2016年12月7日、よませ温泉スキー場のリフトを所有するよませリフト株式会社が営業権の返還を求めてマックアースを訴えた[18] が、その後よませリフト株式会社は破産（債権者からの破産申立）[19]。よませ温泉スキー場はその後もマックアースが運営している。
- 2017年（平成29年） 
  - 2017-2018シーズンから、兵庫県神河町が新設したスキー場「峰山高原リゾート ホワイトピーク」の指定管理運営を開始[20][21]。
  - 2017-2018シーズン前に斑尾高原スキー場を他社に譲渡した模様。2017-2018シーズンは斑尾高原スキー場も共通シーズン券「マックアース30」の対象スキー場となっていたが、翌2018-2019シーズンからは対象外となった。
  - おんたけ2240の指定管理契約が6月で満了しマックアースは契約を継続しないとしていたが、次の指定管理者が決まらないため暫定的に2017-2018シーズンも運営したのち、撤退した。
  - チャオ御岳スノーリゾートの2017-2018シーズンの運営を休止すると発表したがその後撤回、しかし2018年1月9日～3月16日の間は平日休業とした。
- 2018年（平成30年）
  - ノースショアカントリークラブを運営する株式会社ティアンドケイの保有全株式を株式会社ビーロットに譲渡[22]。
  - 5月、チャオ御岳スノーリゾート（飛騨森林都市企画）を譲渡[23]。
  - 株式会社ブルーキャピタルマネジメントにエコーバレースキー場・Mt.乗鞍スノーリゾート・白馬さのさかスキー場・箕輪スキー場・北軽井沢嬬恋ゴルフコースを譲渡[24][25][26]。
  - 神立高原スキー場を分社化して株式会社MEリゾート湯沢を設立[注 1]、その後、保有株式の大半を売却し実質的な運営から撤退。2020年からはスキー場ホームページからマックアースグループ色が消えている[注 2]。なお、2021年に株式会社MEリゾート湯沢は「株式会社神立リゾート」に社名変更した。
- 2019年（平成31年/令和元年）
  - 4月、会津高原南郷スキー場の指定管理から撤退。
- 2020年（令和2年）
  - 2年連続の暖冬による来場者の大幅減などを理由に、契約期間を1年残し2019-2020シーズン末をもって今庄365スキー場の指定管理から撤退[27][注 3]。
  - 神河町に対し、峰山高原リゾートホワイトピークの指定管理納付金の繰延と分社化（株式会社MEリゾート播磨）を申し入れ了承された[30]。
  - 雪不足の常態化により営業継続困難としてばんしゅう戸倉スノーパークの指定管理から撤退[31][注 4]。
  - 少なくとも黒姫高原スノーパーク、Mt.KOSHA X-JAM高井富士、よませ温泉スキー場、スノークルーズ・オーンズの売却先を求め活動している一方で、グループ会社であるマックアースフーズやMEリゾート但馬で指定管理の公募募集に参加をしている模様。
  - 6月現在、マックアースwebサイトの運営施設一覧ページから芸北国際スキー場の記載が消え、スキー場webサイトも閲覧不能になっている（その後、12月に芸北国際スキー場の営業休止が明らかになった[33][34]）。また沼尻スキー場の記載もなくなり、スキー場ブログには「4月1日より新体制での運営となった」との記事がある。
  - 7月現在、ひるがの高原スキー場、高鷲スノーパーク、ダイナランドのスキー場webサイトからマックアースロゴが消えており、憶測を呼んでいる[注 5]。
  - スノークルーズ・オーンズ、国境高原スノーパークを株式会社SNOW PARK RESORTに譲渡[35][注 6]。
  - 8月、猪苗代スキー場でデイキャンプバーベキュー場営業 THE GELANDE BBQ iNAWASHiRO を開始。
  - 9月、共通シーズン券「マックアース30」を「マックアースジャパン」に改称して発売。
  - 10月、マックアースリゾート福島（猪苗代スキー場、会津高原高畑スキー場、裏磐梯スキー場を運営）の全株式を株式会社ISホールディングスに譲渡[36]。
- 2021年（令和3年） - 7月、マックアースwebサイトの運営施設一覧ページにおいて 神立スノーリゾート・ひるがの高原スキー場・高鷲スノーパーク・ダイナランド・神鍋高原万場スキー場が「営業協力」、おじろスキー場・氷ノ山国際スキー場・ちくさ高原スキー場が「指定管理／営業協力」という記載になった。

## 運営施設
- スキー場
  - 神立スノーリゾート（新潟県）旧称神立高原スキー場（マックアースからの分社化後に改称）（営業協力）
  - 黒姫高原スノーパーク（長野県）
  - Mt.KOSHA X-JAM高井富士（長野県)
  - Mt.KOSHA よませ温泉スキー場(長野県）
  - 菅平高原パインビーク オオマツ＆ツバクロ（長野県）
  - ひるがの高原スキー場（岐阜県）（営業協力）
  - 高鷲スノーパーク（岐阜県）（営業協力）
  - ダイナランド（岐阜県）（営業協力）
  - 鷲ヶ岳スキー場（岐阜県）
  - 箱館山スキー場（滋賀県）
  - 神鍋高原万場スキー場（兵庫県）（営業協力）
  - おじろスキー場（兵庫県）（一部指定管理/営業協力）
  - 氷ノ山国際スキー場（兵庫県）（指定管理/営業協力）
  - ちくさ高原スキー場（兵庫県）（指定管理/営業協力）
  - 峰山高原リゾート ホワイトピーク（兵庫県）（指定管理）
  - ユートピアサイオト（広島県）
- グリーンリゾート・キャンプ場
  - 旬花咲く黒姫高原（長野県）（黒姫高原スノーパークの夏営業）
  - ひるがの高原ジップライン/ひるがのピクニックガーデン（ひるがの高原コキアパークから改称）（岐阜県）- ひるがの高原スキー場の夏営業
  - びわこ箱館山（滋賀県）（ゆり園は2019年で閉園/2020年よりペチュニア花畑・コキアパーク）- 箱館山スキー場の夏営業
  - 峰山高原リゾート グリーンピーク（兵庫県）（指定管理）- 峰山高原リゾート ホワイトピークの夏営業
  - 音水湖カヌークラブ（兵庫県）（指定管理）
  - ユートピアサイオトジップライン（広島県）- ユートピアサイオトの夏営業
  - ガリバー青少年旅行村（滋賀県）（指定管理）
  - ちくさ高原ネイチャーランド（兵庫県）（指定管理）- ちくさ高原スキー場の夏営業
- ゴルフ場
  - 志賀高原カントリー倶楽部
  - 鷲ヶ丘高原ゴルフ倶楽部
  - 神鍋高原カントリークラブ
  - 湯村カンツリークラブ

## 過去に運営していた施設
- 牧の入スノーパーク（長野県）- 2012-2013シーズンから休止。2016-2017シーズンから別の会社が運営再開した[37]。
- 乗鞍高原いがやスキー場 - Mt.乗鞍スノーリゾートの一部「スノースマイルエリア」として運営していたが、2013-2014シーズンから休止。
- 井川スキー場腕山（徳島県）- 2014-2015シーズンから指定管理運営を開始したが、2015-2016シーズン限りで撤退した。
- Mt.KOSHA やまびこの丘スキー場（長野県）- 営業休止状態。
- ヤナバスノーパーク（長野県）- 2016-2017シーズンから休止。2019年現在、株式会社ブルーキャピタルマネジメント（株式会社Blue Resort）が運営準備中。
- ピリカスキー場（北海道瀬棚郡今金町）
- チャオ御岳スノーリゾート（岐阜県）
- おんたけ2240（長野県）（指定管理）
- 斑尾高原スキー場（長野県）
- 箕輪スキー場（福島県）
- 会津高原南郷スキー場（福島県）（指定管理）
- ノースショアカントリークラブ（茨城県）（株式会社ティアンドケイ）- 2018年、株式会社ビーロットに保有全株式を譲渡。
- 桜ゴルフ倶楽部（茨城県）- 2014年ごろはマックアースwebサイトに運営ゴルフコースとして記載されていた。株式会社ティアンドケイのグループ会社、TKSゴルフオペレーション株式会社による運営だったが、2018年にマックアースが株式会社ティアンドケイの保有株式を譲渡する前にグループから離れた模様。
- エコーバレースキー場（長野県）- 2018年、ブルーキャピタルマネジメントに譲渡。
- Mt.乗鞍スノーリゾート（長野県）- 2018年、ブルーキャピタルマネジメントに譲渡。
- 白馬さのさかスキー場（長野県）- 2018年、ブルーキャピタルマネジメントに譲渡。
- さのさかウォータージャンプ
- 北軽井沢嬬恋ゴルフコース（元パルコール嬬恋ゴルフコース）- ブルーキャピタルマネジメントへの譲渡後、ロイヤルブルーゴルフリゾートに改称されている。
- 小樽オーンズ春香山ゆり園 - 2018年を最後に閉園。
- ダイナランドゆり園 - 2018年を最後に閉園。
- 高鷲フィッシングパーク - 2018年を最後に閉園。
- 今庄365スキー場（福井県）（指定管理）
- ばんしゅう戸倉スノーパーク（兵庫県）（指定管理）
- 芸北国際スキー場（広島県）
- 沼尻スキー場（福島県）
- 国境高原スノーパーク（滋賀県） - 経営権（施設）の譲渡が数回あり、2024年からは滋賀県の地元企業が新たに運営会社となり名称をOhana Resortに改めた。
- スノークルーズ・オーンズ(北海道)
- 猪苗代スキー場【中央×ミネロ】（福島県）、THE GELANDE BBQ iNAWASHiRO（福島県）- 猪苗代スキー場の夏営業
- 会津高原高畑スキー場（福島県）（指定管理）
- 裏磐梯スキー場（福島県）
- 道の駅 山口温泉 きらら289（福島県南会津）（指定管理）

## マックアース30（マックアースジャパン）
マックアース30は、2014-2015シーズンから販売されている、多数のスキー場（提携スキー場も含む）が滑走可能であることを売りにしたシーズン券である。2020-2021シーズンからは「マックアースジャパン」に名前が変わった。以下に示す価格（税込）は超早割大人の場合である。また対象スキー場数は当初発表のものである。
- マックアース30
  - 2014-2015 55,555円 28スキー場（グループ27、提携1）[注 7]
  - 2015-2016 55,555円 32スキー場（グループ31、提携1）[注 8]
  - 2016-2017 55,555円 31スキー場（グループ30、提携1）[注 9]
  - 2017-2018 55,555円 31スキー場（グループ28、提携3）[注 10]
  - 2018-2019 55,555円 29スキー場（グループ25、提携4）（パンフレットには「マックアースほぼ30」と書いてあった）[注 11]
  - 2019-2020 56,780円 30スキー場（グループ24、提携6）
- マックアースジャパン
  - 2020-2021 56,780円 23スキー場（グループ17、提携6）[注 12]
  - 2021-2022 56,780円 21スキー場（グループ15、提携6）[注 13]

## テレビ番組
- 日経スペシャル カンブリア宮殿 斜陽産業にチャンスあり！異色のスキー場再生請負人（2016年2月25日、テレビ東京）[38]